# Khusrau Khan

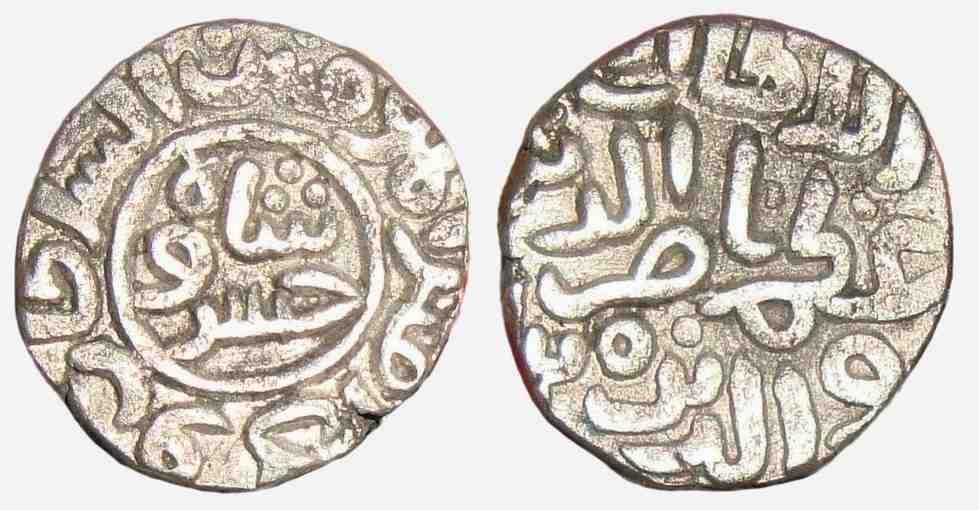
Silbermünze mit dem Namenszug Nasir Ud Din Khusro Shahs

Khusrau Khan (voller Name Nasir Ud Din Khusro Shah) war vom 10. Juli bis zu seiner Ermordung am 6. September 1320 Sultan von Delhi.

## Biografie
Der Hindu Khusrau Khan stammte wahrscheinlich aus Veraval in Gujarat. Er trat in militärische Dienste, wurde jedoch im Jahr 1305 während eines Feldzugs in die mittelindische Region Malwa im Auftrag Ala ud-Din Khaljis, dem damaligen Sultan von Delhi, gefangen genommen und als Sklave nach Delhi verbracht, wo er zum Islam übertrat. Er freundete sich – auch homosexuell – mit Qutb-ud-din Mubarak Shah, dem Sohn von Ala ud-Din Khalji, an, der im Jahr 1318 ebenfalls einen Feldzug gegen die Region Malwa unternahm, und ihm die Führung eines beinahe ausschließlich aus Hindus bestehenden Heeresteils übergab. Nach Delhi zurückgekehrt, ließ Khusrau Khan seinen Oberherrn, den Sultan Mubarak Shah, ermorden, näherte sich wieder dem Hinduismus an und übernahm die Sultanswürde. Auch andere Söhne Ala ud-Din Khaljis, die rechtmäßigerweise das Nachfolgerecht für sich selbst hätten einfordern können, wurden getötet und so fand die Khalji-Dynastie ihr blutiges Ende.
Nur etwa zwei Monate später wurde Khusrau Khan selbst durch eine Gruppe hochrangiger Gouverneure unter der Führung von Ghiyas-ud-din Tughluq Shah I. bedrängt und nach zwei verlustreichen Feldschlachten (Schlacht von Saraswati und Schlacht von Lahrawat) ermordet.

## Bedeutung
Einige Forscher sehen in der Person Khusraus und dem zeitgeschichtlichen Umfeld Anzeichen eines Wiederaufleben des Hinduismus; andere Historiker stellen die in der damaligen Zeit üblichen Thronfolge- und Machtkämpfe in den Vordergrund.

## Nachfolge
Nachfolger Khusrau Khans wurde Ghiyas-ud-din Tughluq Shah I., der Begründer der Tughluq-Dynastie.